# Platformfüggő modell
A platformfüggő modell egy szoftver- vagy üzleti rendszer olyan leírása, amely egy adott technológiai platformhoz kötődik – például egy konkrét programozási nyelvhez, operációs rendszerhez, fájlformátumhoz vagy adatbázishoz. Az ilyen modellek elengedhetetlenek a rendszer tényleges megvalósításához.
Például, ha egy vállalkozás online áruházat szeretne megvalósítani, akkor a szoftverrendszerének különféle információkat kell tárolnia – ilyenek lehetnek a termékkínálat, a felhasználói adatok, például a bankkártya-információk stb. A tervező dönthet úgy, hogy ehhez egy Oracle adatbázist használ. Ahhoz, hogy ez működjön, a rendszer fogalmait (például a felhasználó fogalmát) relációs modell formájában kell kifejeznie, az Oracle SQL nyelvjárását alkalmazva. Ez az Oracle-re szabott relációs modell egy tipikus példája a platformfüggő modellnek.
A modellezésközpontú architektúrában a platformfüggő modell olyan, amelynek tervezését az előre meghatározott futtatási platform határozza meg, azaz a platform sajátosságai irányítják a tervezési döntéseket.

## Kapcsolódó fogalmak
- ATLAS transzformációs nyelv (ATL)
- Doménspecifikus nyelv (DSL)
- Tartományspecifikus modellezés (DSM)
- Eclipse Modellezési Keretrendszer (EMF)
- Általános Modellezési Környezet (GME)
- Grafikus Modellezési Keretrendszer (GMF)
- Modellalapú tesztelés (MBT)
- Modellvezérelt architektúra (MDA)
- Modelltranszformációs nyelv (MTL)
- Object Constraint Language (OCL)
- Objektumorientált elemzés és tervezés (OOAD)

## Fordítás
Ez a szócikk részben vagy egészben  a   Platform-specific model című angol Wikipédia-szócikk ezen változatának fordításán alapul.  Az eredeti cikk szerkesztőit annak laptörténete sorolja fel. Ez a jelzés csupán a megfogalmazás eredetét és a szerzői jogokat jelzi, nem szolgál a cikkben szereplő információk forrásmegjelöléseként.